# Hauteville-sur-Fier
Hauteville-sur-Fier är en kommun i departementet Haute-Savoie i regionen Auvergne-Rhône-Alpes i sydöstra Frankrike. Kommunen ligger i kantonen Rumilly som tillhör arrondissementet Annecy. År 2022 hade Hauteville-sur-Fier 1 074 invånare.

## Befolkningsutveckling
Antalet invånare i kommunen Hauteville-sur-Fier
| Referens: INSEE |